# Hibolites
Hibolites – wymarły rodzaj belemnitów z rzędu Belemnopsina. Żył w okresie jurajskim.
Opis
Wśród znajdywanych skamieniałości tego rodzaju dominują rostra. Przeważnie są to rostra o charakterystycznym maczugowatym kształcie (znaczne rozszerzenie tuż za wierzchołkiem i później zwężenie w przedniej części rostrum). Posiadają podwójne, wyraźne linie boczne i bardzo długi kanał alweolarny w rostrum. Bruzda brzuszna dość krótka, kończy się  daleko od wierzchołka. Przekrój poprzeczny rostrum zbliżony do okrągłego.
Znaczenie:
Skamieniałości różnych gatunków Hibolites są  skamieniałościami pomocniczymi w datowaniu jury środkowej i późnej.
Tryb życia:
Morski nekton
Występowanie:
Rodzaj znany prawie wyłącznie z Europy, gdzie występuje bardzo licznie, czasem wręcz masowo. Pojedyncze opisy także z północnej (Algieria) i południowej Afryki i Antarktydy. Występuje również w Polsce, w odsłonięciach jury Wyżyny Krakowsko-Częstochowskiej i w Gór Świętokrzyskich oraz w Tatrach.
Zasięg wiekowy
Środkowa i późna jura
Wybrane gatunki o dużej wartości stratygraficznej:
- Hibolites hastatus
- Hibolites pressulus
- Hibolites girardoti
- Hibolites belligerundi